# 心叶大合欢
心叶大合欢（学名：Zygia cordifolia）为豆科大合欢属下的一个种。